# バイアースドルフ
バイアースドルフ (ドイツ語: Baiersdorf, ドイツ語発音: [ˈba‿jərsdɔrf]) は、ドイツ連邦共和国バイエルン州ミッテルフランケンのエアランゲン＝ヘーヒシュタット郡に属す郡所属市。

## 地理

### 位置
レグニッツ川の洪水防止用堤防（500m）の大部分はバイアースドルフにある。エアランゲンの北8km、フォルヒハイムの南8kmで、ニュルンベルクとバンベルクの中間でもある。

### 市の構成
本市は、公式には5つの地区 (Ort) からなる。このうち小集落や孤立農場などを除く集落を以下に列記する。
- バイアースドルフ
- ハーゲナウ
- イーゲルスドルフ
- ヴェラーシュタット

また、新しい住宅地「イン・デア・フート」が設けられた。

## 歴史
バイアースドルフは、1062年に初めて文献で言及されている。
バイアースドルフは、ヨーロッパのホースラディッシュ生産の大きな部分を占めており、2つの有名なホースラディッシュ製品の加工販売業者がある。辺境伯ヨハン錬金伯 (1401年–1464年)が、バイアースドルフに初めてホースラディッシュを植えさせ、ミッテルフランケンおよびオーバーフランケンで栽培されるようになった。
ハーゲナウ集落は1978年まで、隣接するポックスドルフに属していた。ハーゲナウには、1939年に、空軍施設がおかれ、次いでフランス人捕虜の収容所が建設された。1945年以降はズデーテン地方からの難民が住み着いた。1946年にハーゲナウ入植地が建設された。2006年9月1日から3日までハーゲナウ創設60年祭が祝われた。

## 行政

### 議会
市議会は、市長を含む21議席からなる。

### 紋章
図柄: 左右二分割。向かって左は、銀と黒の市松模様に四分割。向かって右は、緑の大地に緑の服を着た護衛兵が立つ。彼は、黒いベルト、黒い帽子、黒いブーツを身につけている。右手に持った金の角笛を吹き、左手には金の槍を持っている。

### 友好都市
- ウルリヒスベルク （オーストリア、オーバーエスターライヒ州） 1974年
- Pacé （フランス、イル＝エ＝ヴィレーヌ県） 2000年

現在、ポーランドのブレンナとの友好都市締結に向けて調整中である。

## 文化と見所

### 博物館
- ホースラディッシュ博物館

### 記念碑
- ユダヤ人墓地
- シャルフェネック城記念碑
- ホヤー・ブルンネン

### 年中行事
7月のヨハネの週末に行われるバイアースドルフの教会祭は見物である。8月の第2週末に行われるヴェラーシュテットの教会祭も長い伝統を持つ祭りで、この集落の大きな誇りとなっている。謝肉祭の日曜日には、ファーザレッケン (Fasalecken) が行われる。これは、古い冬払いの風習で、謝肉祭によって廃れてしまった行事である。

## 引用
1. ↑  https://www.statistikdaten.bayern.de/genesis/online?operation=result&code=12411-003r&leerzeilen=false&language=de Genesis-Online-Datenbank des Bayerischen Landesamtes für Statistik Tabelle 12411-003r Fortschreibung des Bevölkerungsstandes: Gemeinden, Stichtag (Einwohnerzahlen auf Grundlage des Zensus 2011)
2. ↑  Max Mangold, ed (2005). Duden, Aussprachewörterbuch (6 ed.). Dudenverl. p. 182. ISBN 978-3-411-04066-7
3. ↑  Bayerische Landesbibliothek Online